# Bronisław Znojek
Bronisław Znojek pseud. Bronek, ur. 10 stycznia 1912 w Łodzi, zm. 15 lutego 1961 tamże) – działacz komunistyczny, oficer Gwardii Ludowej, więzień niemieckiego obozu Mauthausen.

## Życiorys
Od 1928 członek KPP i Klasowych Związków Zawodowych, uczestnik strajków i demonstracji. Od 1941 członek organizacji Front Walki o Naszą i Waszą Wolność, 1942 wstąpił do GL i PPR, był łącznikiem dowódcy GL Okręgu Łódź-Miasto i łącznikiem Obwodu Łódzkiego z KC PPR oraz członkiem Komitetu Miejskiego PPR w Łodzi. W kwietniu 1943 aresztowany przez gestapo, po czterech miesiącach przesłuchań wywieziony do obozu Mauthausen, później do filii obozu w Loibl Pas w Jugosławii, brał udział w organizowaniu konspiracji obozowej. W maju 1945 uwolniony przez jugosłowiańskich partyzantów.
Pochowany na cmentarzu Doły w Łodzi.

## Ordery i odznaczenia
- Order Sztandaru Pracy II klasy
- Order Krzyża Grunwaldu II klasy
- Srebrny Krzyż Zasługi
- Krzyż Partyzancki